# アナアナ商会
『アナアナ商会』（アナアナしょうかい）は、2010年4月8日（4月7日深夜）から同年9月30日（9月29日深夜）まで中京テレビで放送されていたトークバラエティ番組である。放送時間は毎週木曜 0:59 - 1:59（水曜深夜：日本標準時）、中京テレビ本社Bスタジオからの生放送。全26回。

## 概要
鉄平と中京テレビの若手アナウンサーたちが毎回中京テレビのスタジオ内でトークを繰り広げていた深夜番組である。ほか、SKE48に所属するアイドルたちもコーナーレギュラーとして出演していた。バラエティ分野においては自社の生放送番組が消滅状態にあった中京テレビとしては、久々に深夜枠でスタートした生放送バラエティだった。
番組は主に、彼らレギュラー陣によるトークコーナーとSKE48のメンバーも参加するトークコーナー、そして毎回様々なゲストミュージシャンたちを招いて行う音楽コーナーによって構成されていた。トーク中、出演者自らがプラスチック製の使い捨てコップにお茶を注いで配ったり、番組タイトルロゴもBGMもCM入り前のアイキャッチも無い状態での生放送を試してみたり、出演者・水谷陽介の母親が突然スタジオに現れたりと毎回深夜番組らしい展開が繰り広げられていた。レギュラー陣が着る衣装も特徴的で、アナウンサーたちは全員半袖Tシャツを着て出演していた。
生放送ゆえにその日のトークのテーマを急遽変更したり、コーナーそのものを飛ばしたりすることもあったが、番組の生放送中にTwitterを利用して視聴者にリアルタイムで問いかけるなどの新しい試みも行われていた。Twitterはこのような番組企画のほか、番組外で視聴者に簡単な告知をする際の手段としても用いられていた。対して公式サイトは、これまでに訪れたゲストの演奏曲目と出演記念サイン、本番終了後の反省会動画「アナアナ商会の穴」の公開に用いられていた。番組のイメージキャラクターは3人のおばあさんで、番組は毎回3人のうちのいずれかによるコメントVTRからスタートするのが恒例だったが、あいちトリエンナーレの開催以降は草間彌生のコメントVTRを使うようになった。
番組は放送開始から5か月間ほぼこの内容で放送され続けたが、後にメインMCの鉄平が癌の治療および療養のために番組を「一時」降板することになり、以後は中京テレビのアナウンサーたちが交替でMCを務める形に改められた。さらには番組自体も10月7日（10月6日深夜）放送分をもって完全リニューアルし、『ana-ana girl's』と題して放送されるようになった。

## 出演者
括弧内の肩書き・所属はすべて出演当時のもの。

### メインMC
- 鉄平 - 放送開始から5か月間メインMCを務めていたが、後に判明した癌の治療・療養のため、8月26日（8月25日深夜）放送分をもって降板。

### トークコーナーレギュラー
- 尾原秀三（中京テレビアナウンサー） - 「コレクター紳士録」のコーナーMCも兼任。
- 水谷陽介（中京テレビアナウンサー） - ゲストコーナーのコーナーMCも兼任。
- 鹿内美沙（中京テレビアナウンサー） - 「作家の遺作」のコーナーMCも兼任。
- 田岡咲香（中京テレビアナウンサー） - 「大人の階段」のコーナーMCも兼任。

### その他のコーナーレギュラー
- 平田璃香子（SKE48）
- 高田志織（SKE48）
- 秦佐和子（SKE48）

### その他の出演者
このほか、放送第9回の後半で初出演した本田恵美や、放送第17回で別収録のために参加できなかった尾原の代理で出演した佐藤和輝など、レギュラー陣以外のアナウンサーが出演することもあった。中でも本田恵美、本多小百合、前田麻衣子の3人は、次第にレギュラー陣と入れ替わり立ち替わりで頻繁に出演するようになった。その結果、ゲストアナウンサーの1人だった本多が後継番組『ana-ana girl's』でレギュラーの座を獲得している。

## スタッフ
- 企画：武藤利宣
- 制作協力：中京テレビ映像企画
- ディレクター：東本政宏、本多晋
- 演出：富田恭彦
- プロデューサー：黒宮英作
- 製作著作：中京テレビ

## コーナー
今夜の特集
番組前半で行われていたメインコーナーで、鉄平と中京テレビのアナウンサー4人が生でトークを展開していた。トークの内容は様々で、若者たちの間で進んでいるテレビ離れをテーマにしたトークから、出演者各々の缶詰にまつわる思い出をテーマにしたトークまで幅広く行われていた。
ゲストコーナー
鉄平と水谷陽介の担当コーナー。毎回様々なミュージシャンたちをゲストに迎え、彼らとともに音楽活動にまつわるトークや、「今夜の特集」で取り上げたテーマと同じテーマのトークなどを繰り広げていた。そして、その後は彼らにスタジオで楽曲の生演奏をしてもらうというのがこのコーナーのおおよその流れだった。
コレクター紳士録
鉄平と尾原秀三の担当コーナー。毎回様々な分野のコレクターをゲストに迎え、彼らにスタジオで自慢の品を披露してもらうという主旨のコーナーだったが、このコーナーが実施されたのは放送第1回目のみであり、その後は中断したまま番組自体も衣替えしてしまった。
大人の階段
鉄平と田岡咲香の担当コーナー。毎回SKE48の3人をコーナーレギュラーに迎え、彼女たちとともにトークを繰り広げていた。当初は田岡が「大人になるための試練」を与えるという名目の下、SKEの3人に様々な食材を食べさせてはその反応を楽しむトークコーナーだったが、後に食材トークは無くなり、彼女たちが「今夜の特集」と同じテーマでトークをするコーナーとして使われるようになった（こちらは固有コーナー名無し）。
作家の遺作
鉄平と鹿内美沙の担当コーナー。その名の通り有名作家の遺作についてトークするというコーナーで、第1回では太宰治の『グッド・バイ』を特集した。このコーナーは番組初回で実施する予定だったが、コーナーが飛ばされてしまったために第2回に回された経緯がある。コーナー終了時には「来週もご紹介します」とのアナウンスがあったが、放送されたのはこの1回のみに終わった。

## 放送日程
| 回 | 放送日  | 今夜の特集                                      | ゲスト                                           |
| -- | ------- | ----------------------------------------------- | ------------------------------------------------ |
| 1  | 4月8日  | 映像なし! 言葉で語る衝撃映像                    | フラワーカンパニーズ                             |
| 2  | 4月15日 | ツイッターで遊ぼう!                             | LAUGHIN' NOSE                                    |
| 3  | 4月22日 | 1対1で話を聞きたい!!                            | カルテット                                       |
| 4  | 4月29日 | テレビはダメになっている!?                      | bloodthirsty butchers                            |
| 5  | 5月6日  | 缶詰を食べてみよう!!                            | 近藤夏子 / MEGARYU                               |
| 6  | 5月13日 | わが母親の恋愛ストーリー                        | 竹内電気                                         |
| 7  | 5月20日 | 空から名古屋を見てみよう                        | 紗羅マリー / マキタスポーツ                      |
| 8  | 5月27日 | 深夜の名古屋ガイド                              | 森山直太朗                                       |
| 9  | 6月3日  | オレたちの第二次性徴                            | -                                                |
| 10 | 6月10日 | 人生を変えたアノ事件                            | -                                                |
| 11 | 6月17日 | CD発売記念! SKE48VSアナウンサー対抗ワードゲーム | SKE48                                            |
| 12 | 6月24日 | 鉄平・名古屋市転入記念! 新栄の歩き方            | -                                                |
| 13 | 7月1日  | 梅雨なので…DVDを見よう                          | THE GEESE / Battle Cry                           |
| 14 | 7月8日  | アナアナ流 ホルモン講座                         | キマグレン                                       |
| 15 | 7月15日 | 若者よ 海を渡れ!                                | ナオト・インティライミ / moumoon                 |
| 16 | 7月22日 | 夏のアルバイトガイド                            | 加藤和樹 / ANTY the 紅乃壱                       |
| 17 | 7月29日 | 若者よ、夢を持て!                               | 杉ちゃん&鉄平                                    |
| 18 | 8月5日  | 男は女のこんなトコロに弱い!                     | 怒髪天                                           |
| 19 | 8月12日 | 女子アナの「理想と現実」                        | SCANDAL / SPYAIR                                 |
| 20 | 8月19日 | ラジオが最高!!                                  | 西川貴教 / 松井玲奈                              |
| 21 | 8月26日 | 泣けるエンタテイメント!                         | 宅間孝行 / のあのわ                              |
| 22 | 9月2日  | あえてローカルに生きる男                        | 山浦ひさし / それいけ斉藤くん / バンバンバザール |
| 23 | 9月9日  | 鉄道を愛する男たち                              | 南田裕介 / 三根孝彦 / ビジャンドゥ               |
| 24 | 9月16日 | 人気放送作家の頭の中                            | 中野俊成 / Hundred Percent Free                  |
| 25 | 9月23日 | レコードプロモーターが本気で売りたいCD          | プリマベーラ                                     |
| 26 | 9月30日 | 読書の秋だから本屋さんへ行こう!!                | BOYS AND MEN                                     |

- 放送第1回の「今夜の特集」は「映像なし! 言葉で語る衝撃映像」をテーマに行う予定だったが、鉄平の意向により急遽変更され、代わってレギュラー陣4人にアナウンサーになった理由などを訊ねるフリートークを実施した。
- 放送第7回では、尾原秀三と水谷陽介がそれぞれ栄と鳥羽港まで1人で出向き、お天気カメラと携帯電話を使った番組初の屋外からの生中継を実施した。
- 放送第9回では、当時半年に一度だけ中京テレビ本社Bスタジオで収録されていた『愛の修羅バラ!』の収録日と重なり、生放送開始前の時点で既に修羅バラのセットが組まれていたことから、代わりに本社内にあるカフェからの生放送を行った。また、この回は初のゲスト無しで行われ、番組前半では鉄平と男性アナウンサー2人が「オレたちの第二次性徴」をテーマにトークを繰り広げた。番組後半では本田恵美が途中参加し、鉄平と女性アナウンサー3人による「私たちの第二次性徴」トークが行われた。